# 자지마 유스케
차지마 유스케(일본어: 茶島 雄介, 1991년 7월 20일 ~ )는 일본의 축구 선수이다. 현재 J1리그의 산프레체 히로시마에서 뛰고 있다.

## 구단 경력
그는 2014년부터 J리그의 산프레체 히로시마, 제프 유나이티드 지바에서 뛰었다.